# ケナシチャンパギク
ケナシチャンパギク（毛無占城菊、学名 : Macleaya Cordata(Willd.)R.Br.f.glabra H Ohoba./synonym Macleaya cordata.(Willd.)R.Br.var.thunbergii auct.non(Miq.)Miq. / Macleaya cordata(Willd.)R.Br.f.thunbergii auc.　は、日本の原産で被子植物門、双子葉植物綱、古生花被植物亜綱（離弁花類）、モクレン亜綱、ケシ目（キンポウゲ目）、ケシ科、タケニグサ属、多年生草本である。タケニグサと共に先駆植物=パイオニアプランツの性質を持つ。
ケシ科タケニグサ属には、日本（タケニグサ（Macleaya cordata(Willd.)R.Br.）、ケナシチャンパギク（Macleaya cordata.R.Br.f.glabra H Ohoba./synonym Macleaya cordata.(Willd.)R.Br. var.thunbergii auct.non(Miq.)Miq./synonym Macleaya cordata(Willd.)R.Br.f.thunbergii auc）とマルバタケニグサ（Macleaya cordata(Willd.)R.Br.f.koaraii Takeda et Honda.の原産種）と、中国大陸（小果博落回；Macleaya microcarpa）の原産種が、おのおの存在している。園芸品種でPink Macleaya miclocarpa（ピンク マクリアヤ ミクロカルパ）、Macleaya miclocarpa Flamingo plume（マクリア ヤミクロカルパ フラミンゴ プルーム）、Spet Cherry Ruby plume（スペット チェリー ルビー プルーム）、Coral plume poppy（コーラル プルーム ポピー）、Kerwey coral plume（ケルウェイ コーラル プルーム）など数多くの園芸品種がつくられている。日本原産種では本州以南の本州、四国、九州、沖縄に自然分布があったが、北海道に国内外来種として上陸が確認されている。

## 特徴
夏の時期に見掛ける生長したものでは2 m以上の高さに育ち、初年の茎の太さは15 mmくらいであるが、年を追うごとに太い芽を出してきて、40 mmくらいの太さになっているものも存在する。植物体の地上部の茎、葉柄の色とともに、葉の裏面は白色であり、タケニグサに特徴の綿毛が生えていない事が、ケナシチャンパギクの名の由来になる最大の特徴の1つである。濃鮮青緑色を呈する葉の表面の葉脈も白色である。茎や葉柄は平滑な白く薄い表皮に覆われており、手で触ると軽く皮が剥けるため、剥けた表皮がひらひらしているようになる。単葉の葉には長めの葉柄があり、茎の下部に着生の葉には300 mmくらいの葉柄に、葉身も長さ400 mmくらいに生育する。改めて記す最大の特徴が、タケニグサ（=チャンパギク）の葉の裏側一面には綿毛が生えているのと葉柄の一部分にも、毛が生えている場合があるのだが、ケナシチャンパギクの葉の裏面には、その綿毛がまったく生えておらず、葉柄にも毛が生えていないことである。
互生して着生する葉身の形状は、心臓形状といわれるハート形で、基本的に周囲には深裂から中裂の切れ込みが左右4つあり5分裂し、先端の裂片は2つの中裂から浅裂があり3分裂し、左右それぞれの裂片の中央部の先端手前で葉脈が2つに分裂して中心に達しないため列片中央の先端は少し周囲より大きめに凹みができていて、そのまわりに鋸歯（きょし）がある。3分裂の中央部の裂片の先端は凹む場合と、葉脈が直行している葉では中央部が尖り凸る場合がある。基部の左右の裂片には中ほどに浅裂から中裂くらいの凹みがあり2分裂する。それぞれ裂片には鋸歯がある。鋸歯の先端の丸くなり黄色味を帯びた箇所は、赤外線撮影をすると、強く反射して光った様に写り込む特徴がある。鋸歯の先は鈍く丸みを帯びており、先端の中心の手前で葉脈が2つに分裂するために先端中央部は凹みがある。基部の2分裂片の基部側は半円状に葉柄の方へ廻り込むが、葉柄とは直に繋がらず、葉脈だけの部分を経ている。葉柄から先端に向かう葉脈から、切れ込みの裂片の中心部分を、それぞれ対になって葉脈が分枝し、基部で4分裂し、先端の切れ込みの手前で2分裂し、先でもそれぞれに1本ずつに3分裂する。基本的なキクの葉を大きくしたようなものから、切れ込みが5裂し、その葉先が波状になる葉の品種のイチジクの葉（古く渡来した3裂片の葉の品種は似ていない）に似ているものから、裂片の凹みや鋸歯の一部が、もとの切れ込みと同じくらいの大きさになり、切れ込みの多く見える葉を着ける個体も見受けられ、カシワの葉のようなものまでの個体差が多く存在している。
初夏に花芽分化し、黄色い花芽を伸ばし始める。育つにつれてガクに白い色がはっきりしていく。開花と同時に2枚のガクは離脱し、多数の白い糸状の雄蘂が、基部と柱頭が桃色を帯びた雌蘂の周囲にある花で、タケニグサとともにプルームポピー（Plume Poppy=羽毛ケシ）の英名の由来である。1日で花は終わり、受粉していれば実を結ぶ。実は朔果で、直径1.5 mmくらいの罌粟粒（ケシつぶ）の種ができる。種にはアリロイドがあり種子枕またはエライオソームというアリの好む餌になるアミノ酸、脂肪酸、糖分などでできた組織が着いており、アリが種子を収穫し持ち帰り、エライオソーム(種子枕）を取っていくと、巣の近くで種子は廃棄することによって、広範囲に播種されていく。ケシ科の植物で、日本では他にも種子枕エライオソームを持つ種子を作り、黄 - 橙色の乳汁を含む植物としてクサノオウ（草の黄、草の王。学名 : Chelidonium majus）などがある。
ケナシチャンパギクの根は橙色で、年を追うごとに太くなり、掘り出して観察すると、外観は木本の根のような形状になる。輪切りにすると、紅赤色のサンギナリンを多く含む年輪があり、材質は脆い。小形だが、葉の形状や色彩が良く似ているカナダケシ（Sanguinaria Canadiansis）があるが地上部には1つの葉柄を出して、その中に包まれた状態で、花芽が伸びて来て、5 - 60 mm直径の白色の花を咲かせる。天開前の葉や葉柄の色が、タケニグサやケナシチャンパギクの春の芽を伸ばしはじめの、白に薄い紫色を帯びた色を呈している。根茎の色も橙色 - 赤色で、1本の根茎から2本以上の地上に芽を出してくる栄養繁殖が行われるのも似ており、植物体に傷を付けた時に滲出してくる乳汁の色も橙色であり同じである。乳汁の成分には植物アルカロイドのアヘン系アルカロイドであるプロトピンやサンギナリンなどのアルカロイドを含むことも、葉に包まれた状態で花芽が伸びてくることもカナダケシと共通している。乳汁に含まれるこの成分は麻酔薬の成分であり、そのままでは有毒物質である。
これらの特徴は、ほぼすべてタケニグサと同じ特徴であるが、先に記した葉の裏面にまったく毛が生えていないことが最大の特徴である。

## 類似する植物
タケニグサの項目に、葉の形や色合いが似ている植物に、上記にも示した植物で、カナダケシ（Sanginaria Canadensis）が挙げられているが、日本の園芸店や山野草販売店でも販売されている。園芸店での販売名称は学名のサンギナリアや、サンギナリアカナデンシスでの名称が多い。また、植物販売店でも、山野草の専門店での販売名称だとカナダケシの名称で販売されていることが多い。まれに大型ホームセンターで売られていることもある。
このカナダケシは地上部へ葉柄のある1つの葉を出すと、葉の内側に包まれた状態に花芽を伸ばし白色の5 - 7 cmくらいの直径の花を開花する。数日間持ち、夜間や寒気を伴う日は花は閉じる。花が終わると葉を開くが、葉柄の長さは5 cmくらいで白く、葉身の大きさは7 - 8 cmくらいの楕円形で、6箇所くらい中裂の切れ込みがあり、裂片に鋸歯がある。鋸歯の裂片の先は鈍く丸みを帯びている。葉の表面は濃鮮青緑色を呈するが、植物体の地上部の茎、葉柄、葉脈と裏面は白いので、ちょうどタケニグサの葉を、小型化したような形状を成している。カナダケシの葉の裏に毛が生えていないことで、こちらのケナシチャンパギクのほうが似ている。また色彩だと春の芽生え時に茎、葉、葉柄などが薄紫を帯びていることなどもである。生長を続けた株のカナダケシも、ケナシチャンパギクも、1本の根茎から2本以上の地上部の芽を出すことも似ている。しかし、先のようにカナダケシは地上部の1つの芽には葉は1枚ずつ、花茎も1本しか出さないが、ケナシチャンパギクやタケニグサは1本の芽に多数の葉を出し、大きな円錐花序を毎年咲かせる。原産地のカナダでカナダケシの花の終了後には、ケナシチャンパギクやタケニグサの葉が、地面からたくさん直に出ている、または撒き散らしてあるような景観を、毎年呈している。
植物体内に含まれる乳汁は同じ橙色で、成分もケシ科の植物に特有の同じアヘン系植物アルカロイド（サンギナリン、プロトピン、ホモケドリンなどで麻酔薬の成分）である。カナダケシの別名は、株分けなどで植物体の根茎などを切断をすると植物の傷ロから、この橙色の乳汁が滴り、噴出する様子から「血の茎」や「血根草」といい、英名はBlad Route（ブラッド ルート）という。麻酔薬は本来有毒物質であるので、この草をむやみに口にするのは危険であり、普通に扱うと有毒成分に働く。「綺麗な花には毒がある」といわれるが、カナダケシはカナダの国花に認定されている美しい花である。

## 種子からの発芽と実生苗の生長、越年根茎からの発芽と栄養繁殖、小 - 中群落の形成
種子は長期間休眠の性質を持ち、周囲の環境が変化して、他の植物が崩落や伐採除草などでなくなり、裸地状態となって、陽光が強く照射される環境が整うと、一勢に種子の休眠打破が行われ発芽する。パイオニアプランツといわれる先駆植物である。このときの実生苗は、種子がいわゆるケシ粒であるために、非常に小さい。糸状の4 - 5 mmの高さの茎に、3 mm長で幅1 mmくらいの長楕円形の双葉を出し、糸状の葉柄を持つ星形の本葉を出してくる。根も最初は糸状で、長さは4 mmくらいである。生長するにしたがって、本葉の鋸歯が増えていき、大きくなってくると、切れ込みと鋸歯が分かれてくる。半月くらいで、菊状の鋸歯がはっきりとしてくる。生長が早いため、すぐにふだん目にするタケニグサ属の植物の形状に育つ。生育して無限円錐花序を形成し花を咲かせて実を結び、1年を過ごし終えて晩秋には、地上部は枯死し地下に残る根茎は休眠する。真冬の寒さで休眠打破されたあと、春の気温で地下の根茎から発芽するが、種子からではないために本葉での発芽となる。根茎はふたたび生長を開始するので、このときにアルカロイドのサンギナリンを生成する紅赤色の年輪状の輪を生ずる。木本植物との違いは、根茎を掘り出したときに、この輪の部分で割れ、剥がれ落ちやすい特徴も併せ持つ。また、葉の特徴の一つに、初年の株の本葉の鋸歯はやや粗い。同じことを数年間繰り返すと、根茎と発芽時の芽や茎の太さは太くなっていき、発芽時の本葉の鋸歯も、最初から細かくできているものを、初めから出すようになってくる。種子が丁度生育環境に適した陽光地に落ちた場合、休眠には入らずに発芽をし、その翌年には根茎から、2つ以上の芽を出す栄養繁殖も行うようになる。この性質でしばしば小 - 中群落を形成する。

## 日本名と別名
- 日本名は、普通の占城菊（チャンパギク）→（竹似草）の葉の裏面には、綿毛が密生状態に生えているのであるが、葉の裏面にまったく毛の生えていない株のチャンパギク（占城菊）であることから、毛無占城菊（ケナシチャンパギク）と名づけられた。占城=チャンパから来た菊というのは、葉の形が菊の葉の形と同じように、鋸歯が切れ込みとあわせて存在するが、はるかに大きく育つために名付けられた、葉っぱの形状が由来となっている。日本原産であっても、大きな菊に似ている葉を出す草であるので、占城から来たと思われてである。
- 別名は、毛無竹似草（ケナシタケニグサ）で、竹似草（タケニグサ）の葉の裏面には、綿毛が密生状態に生えているが、葉の裏面に、まったく毛の生えていない株の竹似草であることから名付けられたのだが、竹似草[9]の場合は、葉っぱではなく、茎などが竹に似ていることが名前になっている。もともとは葉の形状が菊の葉に似てはいるが、巨大であるから、外国の占城（チャンパ）から来た菊であろうと、植物分類学が発達していないころに名付けられたようであるが、詳しい調査の結果で、花の構造や、滲出して来る橙色の乳汁の成分に、ケシから採れるアヘンやモルヒネと似ているプロトピンというモルヒネ類似物質が含まれていることで、ケシの仲間であることが判明し、それまでは別名であった竹似草（タケニグサ）が日本名とされ、占城菊（チャンパギク）を別名とし、入れ替えられたが、毛無占城菊（ケナシチャンパギク）は、そのままの状態で、日本名と別名が固定されている。

## 英名
欧米ではイングリッシュガーデンに、日本のタケニグサやケナシチャンパギクを植え付けることが古来より行われており、日本原産であるケナシチャンパギクとタケニグサは、中国が原産の小実博落廻（学名 : Macleaya Microcarpa=マクレイヤミクロカルパ＝）ともすべて同じPlume Poppy（プルームポピー=羽毛ケシの意味）という名称が付けられている。欧米の園芸書籍やガーデニングの書籍、草花の書籍や図鑑にも必ず掲載がされており、桃色のガクをつける、フラミンゴ「『ケルウェイのコーラルプルーム』RHS植物セレクター 」と名付けられている園芸品種も創られるほどの、人気のある植物である。タケニグサとともにアメリカやカナダには、帰化植物となりケシ科の野草として、繁殖をしはじめている。日本にも、ケシ科の野草の、アツミゲシ、ナガミヒナゲシが帰化している。当種とタケニグサには、多くの園芸品種が欧米で作出されている（詳細は「タケニグサ」を参照）。

## 食草とする生物
獣では主にニホンカモシカが普通に食べて居り、ニホンジカがほかの普段よく食べている種類の食草がなくなってくると、ようやくケナシチャンパギクや、タケニグサを食するようになる。生物によっては有毒成分として働く物質を乳汁に含むために、ニホンジカにとってあまりおいしくないらしく、ほかの食草が繁っているときには、見向きもしない。しかし、他の食草がなくなると、ケナシチャンパギクやタケニグサも食草として食べはじめる。普段の食草がなくなるとケナシチャンパギクやタケニグサでも、丸坊主に食べ尽くす。と、云われて居た。
　但し2000年代依りシカの味覚嗜好が変わって来たようで、地域によってはケナシチャンパギクやタケニグサ、マルバタケニグサを普通に食する様に変わって来た。南アルプス山麓や東京都多摩地区山間部での観察では、八王子市の東京都農林水産振興財団の研究所が定点カメラ撮影を行うと、シカがタケニグサを好んで食べて居る姿が撮影され、連れて居た小鹿にも口移しで与えて居る姿が撮影されて居た。研究結果として｢研究こぼれ話!森の住人達2014．｣に掲載されて居る。
※ニホンカモシカの場合は2013年の｢研究こぼれ話！森の住人達2013．｣の物に掲載されている。
※双方共に公開されて居るので、検索を行えば視ることが可能である。
※此れでは、折角これ迄のシカに依る食害対策で、｢鹿不嗜好植物に依る緑化｣と云う項目の研究で、高速道路の法面緑化を、パイオニアプランツの性質を利用して、他の植物の生育可能な土壌にさせる働きもあるので、試験して緑化を実施した研究報告が出されて居るが、タケニグサ属の類を嗜好するシカが増加すると、意味が無くなって仕舞う恐れがある。
昆虫ではヨトウムシの仲間が数種類ケナシチャンパギクやタケニグサを食草としている。キバラモクメキリガが卵を産み付けて、孵化した幼虫が葉を食するのであるが、ほかにタバコなどや、いろいろな果樹にも卵が産まれる。この虫の卵が孵化し、幼虫になると、ケナシチャンパギクやタケニグサは、この虫は食さない白い茎と、白い葉柄、葉脈を残して緑色の葉の部分は、丸坊主に食べ尽くされる。ほかにゴボウトガリヨトウが茎の中に潜み、茎の中を食している。白色の茎の穴から、幼虫の茶色の排泄物が出ているので目立つために判明する。
ナメクジも食草にするという。有毒物質を生成する植物は、動物のように逃げられないため、体内に有毒成分を生成することで、動物から食べられないように進化したのであるが、これらの昆虫のように毒草でもおいしく食べることが可能であるならば、その進化が無意味となる。

## 利用
タケニグサと同じ利用法で、古来から殺虫剤、殺菌剤や外用塗布の使用と、法面緑化と、崩落防止用に移植と播種（種子はケシ粒であるために、吹き付け散布播種が実施）されてきている。種子の吹き付け散布播種の研究も多くされて、研究所で栽培をされている。茎を若い株では笛の材料に、越年を繰り返した太い茎を出す株は水道管の樋に利用する為に栽培もされて居た。但し，有毒成分が乳汁に含まれて居るので、収穫後には一年間よく干して乳汁を抜き、流水で洗浄した後で使用したと云う。ケナシチャンパギクはタケニグサの一種として利用されているため、「タケニグサ」で詳細に説明する。

## 生育、乳汁の含有成分
ケナシチャンパギクの葉、葉柄や茎などの植物体に傷を負わせると、傷ロから橙色をした乳汁が滲出してくるが、麻薬のオピオイド鎮痛薬、麻酔薬の医薬品に使われているモルヒネ類似物質のプロトピン、サンギナリンなどが含まれる。植物アルカロイドであり、麻酔薬はその有毒成分を利用して、神経を麻痺させて痛みを感じさせなようにしたり、人為的に仮死状態にして、手術での強い痛みなどの苦痛を感じさせないようにして治療を行うので、執刀医のほかに、必ず専門の麻酔科医師が別に立ち合い、麻酔の管理を専門に行っている。
江戸時代の著名な外科医で麻酔科医師の先駆けであった、花岡青州（華岡青洲）（1760 - 1835）が世界初の全身麻酔に成功して、乳癌の手術に成功したことは知られているが、同じく青州の妻（花岡妹背加惠）が、分量を計る実験台にみずから名乗りを上げて、その麻酔薬通仙散(又は麻沸散)を服用して失明したり、母親(花岡於継)はより分量を多く服用して死去したことも有名であるとおり、麻酔薬は有毒物質を成分として造られて、細かな分量を計算して初めて安全に使える危険な医薬品である。このときに使用された有毒植物はケナシチャンパギクやタケニグサではなく、ナス科のチョウセンアサガオとキンポウゲ科のトリカブトなどの有名な有毒植物として知られている植物が使用されていた。使われた有毒植物のチョウセンアサガオは、別名がキチガイナスビといわれる植物であり、間違えて食した場合には、気が違えたようにわめき暴れ回り、多量に食していた場合には、死亡するおそれのある危険な植物である(英名はデビルズトランペット=悪魔の喇叭である)。しかし花は大きめで、綺麗なために花卉店で、キダチチョウセンアサガオ属やヨウシュチョウセンアサガオとともに、エンジェルストランペットや、トランペットフラワーの名称で販売されている。世界初の麻酔薬を記念して、公益社団法人日本麻酔科学会のシンボルマークには、チョウセンアサガオの花がデザインされている。
毒性については、乳汁を大量に口に入れたり、乳汁を大量に塗り付けるといったことをしなければ、ケナシチャンパギクやタケニグサはそれほどの危険はない。スイセンやヒヤシンスの植え替えでは、汁が付着すると、ちくちく痛んだりするが、タケニグサやケナシチャンパギクでは、株分けをするときに、赤い（橙色）血液が滴るというカナダケシの乳汁に触れるのであるから、同じ成分を含んでいるので同じ色の乳汁か出るケナシチャンパギクやタケニグサは、園芸作業でのカナダケシを触るように、普通に触るくらいでは危険性は低い。その他の性質や乳汁に含有する詳しい成分などは、近い仲間のタケニグサと同じである。